# Left Outside Alone
Singles de Anastacia
Love Is A Crime
(2003) Sick and Tired
(2004)
Left Outside Alone est une chanson écrite par la chanteuse américaine Anastacia avec le producteur Dallas Austin pour son album du même nom, Anastacia (2004). Ce single a été numéro un des ventes en Australie, en Autriche, en Argentine, en Finlande, en Italie, en Grèce, en Espagne, en Suisse, et numéro deux au Danemark.

## Charts
| Chart (2004)                                           | Peak position |
| ------------------------------------------------------ | ------------- |
| Allemagne : Media Control Charts                       | 2             |
| Australie : ARIA Charts (singles)                      | 1             |
| Autriche : Ö3 Austria Top 40                           | 1             |
| Classement des ventes de singles en Belgique           | 5             |
| Classement des ventes de singles au Danemark           | 2             |
| Classement des ventes de singles en Espagne            | 1             |
| États-Unis : U.S. Billboard, Hot Dance Singles Sales   | 1             |
| États-Unis : U.S. Billboard, Hot Dance Music/Club Play | 5             |
| Classement de l'Union européenne Euro 200              | 2             |
| Classement des ventes de singles en Finlande           | 1             |
| Classement des ventes de singles en France             | 9             |
| Classement des ventes de singles en Grèce              | 7             |
| Hongrie : classement Mahasz                            | 1             |
| Irlande : Irish Singles Chart                          | 2             |
| Classement des ventes de singles en Italie             | 1             |
| Classement des ventes de singles en Norvège            | 2             |
| Nouvelle-Zélande : classement RIANZ                    | 20            |
| Pays-Bas : Dutch Top 40                                | 2             |
| Classement des ventes de singles en Roumanie           | 2             |
| Royaume-Uni : UK Singles Chart                         | 3             |
| Classement des ventes de singles en Suède              | 6             |
| Classement des ventes de singles en Suisse             | 1             |